# باول هندرسون (لاعب اتحاد الرغبي)
باول هندرسون (بالإنجليزية: Paul Henderson)‏ هو لاعب اتحاد الرغبي نيوزيلندي، ولد في 21 سبتمبر 1964 في Bluff, New Zealand ‏ في نيوزيلندا.

## وصلات خارجية
- بول هندرسون عل موقع إسبنسكروم (الإنجليزية)